# Felipe Santiago Benítez Ávalos
Felipe Santiago Benítez Ávalos (* 1. Mai 1926 in Piribebuy, Cordillera, Paraguay; † 19. März 2009 in Asunción, Paraguay) war Erzbischof von Asunción. Er war einer der maßgeblichen Vertreter der Katechese in Lateinamerika.

## Leben
Felipe Santiago Benítez Ávalos trat 1940 in das Priesterseminar von Asunción ein. Am 7. Juni 1952 empfing er die Priesterweihe für das Erzbistum Asunción. In Buenos Aires wurde er 1953 in Theologie promoviert. 1954 gründete er die erste Schule für Katechese in der Pfarrei Mariä Himmelfahrt in Recoleta.
1961 wurde er von Papst Johannes XXIII. zum Titularbischof von Chersonesus in Europa ernannt und zum Weihbischof im Erzbistum Asunción bestellt. Die Bischofsweihe spendete ihm am 24. September 1961 der Erzbischof von Asunción, Juan José Aníbal Mena Porta; Mitkonsekratoren waren der Bischof von San Juan Bautista de las Misiones, Ramón Pastor Bogarín Argaña, und der Weihbischof in Asunción, Aníbal Maricevich Fleitas.
Papst Paul VI. ernannte ihn 1965 zum zweiten Bischof des Bistums Villarrica del Espíritu Santo. 1989 erfolgte durch Papst Johannes Paul II. die Ernennung zum Erzbischof von Asunción. Seinem altersbedingten Rücktrittsgesuch wurde 2002 stattgegeben.

## Wirken
Er war von 1962 bis 1965 Teilnehmer aller Sitzungen des Zweiten Vatikanischen Konzils sowie den lateinamerikanischen Nachfolgekonferenzen in Medellin und Puebla.
Felipe Santiago Benítez Ávalos war von 1973 bis 1985 und von 1989 bis 1990 Vorsitzender der Bischofskonferenz in Paraguay. Er war Präsident der Konferenz der Bischöfe Lateinamerikas (CELAM), von 1983 bis 1987 war er als Erster Vizepräsident für die Katechese zuständig. Er war Delegierter der paraguayischen Bischofskonferenz in vier Bischofssynoden.
Neben seinem Engagement als Mitglied der Päpstlichen Kommission Katechismus der Katholischen Kirche, unter Leitung des damaligen Bischofs Josef Ratzinger (Papst Benedikt XVI.), engagierte er sich im Internationalen Rat für die Katechese.
Er war Gründer des Revista Latinoamericana del CELAM, des Lateinamerikanischen Journals der CELAM, Gründer der Movimiento Obrero Católico del Paraguay (MOC), der Katholischen Arbeitnehmer-Bewegung von Paraguay und der Asociación de Protección a la Joven, der Vereinigung für den Schutz des Jugend.
Erzbischof Benítez Avalos war Generalsekretär für die Universidad Católica Nuestra Señora de la Asunción.